# Shaka Samvat
El calendari nacional indi Shaka Samvat, és el calendari civil oficial utilitzat a l'Índia. És usat, amb el calendari gregorià, per la Gazette de l'Índia, en difusions de notícies de l'All India Radio, i en calendaris i comunicacions publicats pel govern de l'Índia.
Al marge d'aquests propòsits formals, el calendari no és molt àmpliament utilitzat.